# Der standhafte Zinnsoldat

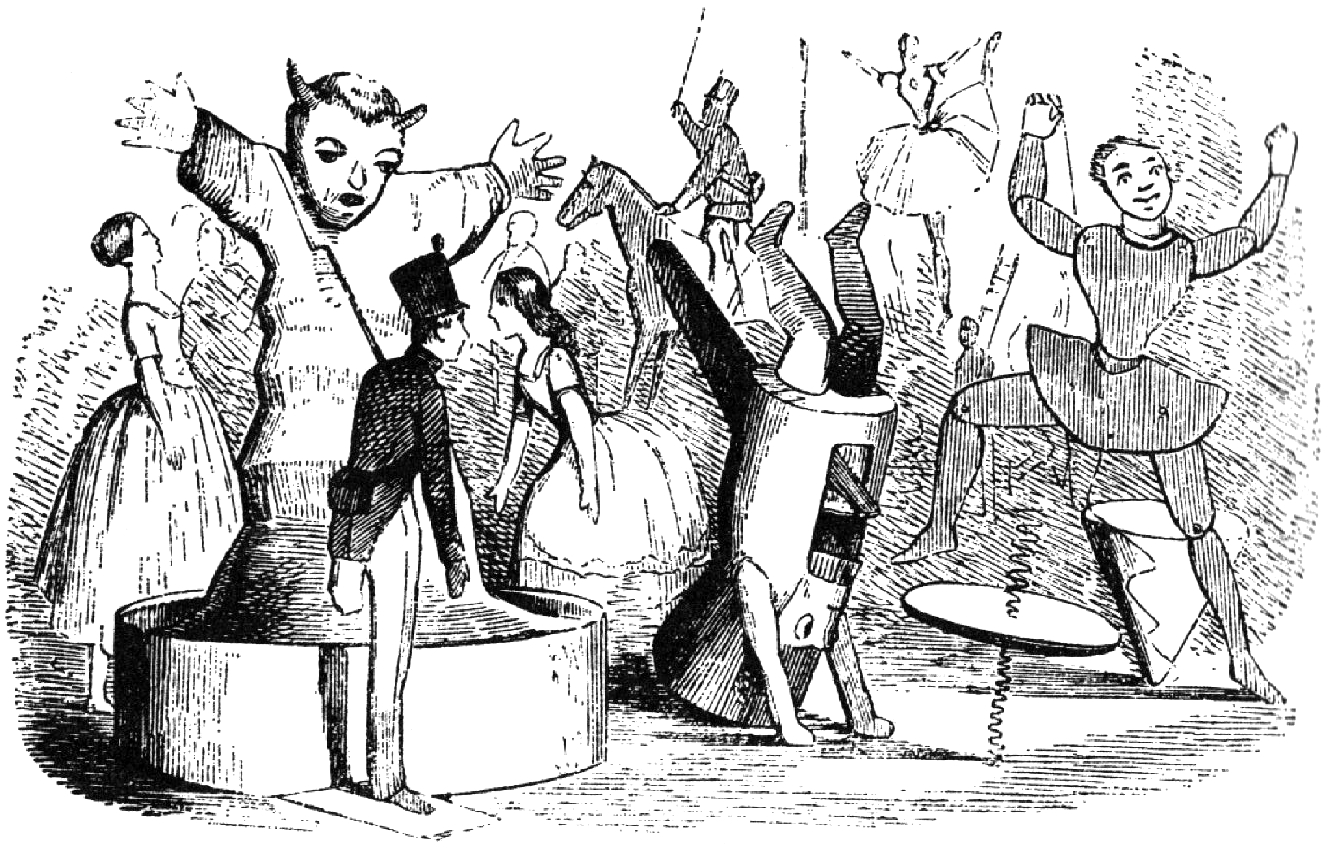
Erste Illustration von Vilhelm Pedersen (1850)

Der standhafte Zinnsoldat (dänisch Den standhaftige tinsoldat) ist ein Kunstmärchen des dänischen Schriftstellers Hans Christian Andersen, das 1838 erstmals publiziert wurde.

## Handlung
Der Zinnsoldat ist einer von fünfundzwanzig gleichartigen Zinnsoldaten, die alle aus einem alten Löffel gegossen wurden und von daher Brüder sind. Er hat als einziger nur ein Bein, weil er als letzte Figur gegossen wurde und das Zinn nicht mehr ausreichte. Dieses macht ihn aber nicht weniger tapfer als die anderen.
Er verliebt sich in eine aus Papier ausgeschnittene Tänzerin, die mit einer Pailletten-Brosche verziert ist. Sie streckt ein Bein so hoch, dass dieses nicht erkennbar ist. Der Zinnsoldat denkt, sie habe nur ein Bein, wie er selbst, und ist der Meinung, dass sie beide gut zusammenpassen würden. In der Nacht beobachtet er unentwegt die Tänzerin, wird aber von einem Troll ermahnt, dies zu unterlassen; es lässt sich vermuten, dass der Troll selbst ein Auge auf die Tänzerin geworfen hat. Am nächsten Morgen fällt er aus dem Fenster – „vielleicht war es der Wind oder der Troll, der das Fenster zuwarf“ – und wird von zwei Straßenjungen gefunden, die ihn in einem Zeitungspapierschiff im Rinnstein fahren lassen. Trotz der wilden Fahrt bleibt er standhaft und tapfer. Er trifft auf eine Wasserratte, die seinen Pass sehen will, kann ihr aber entkommen. Er fährt in den Kanal hinunter, das Boot kentert, und er wird von einem Fisch verschlungen.
Im Fisch ist es dunkel, aber der Zinnsoldat bleibt weiterhin standhaft. Plötzlich fährt es „wie der Blitz“ durch den Fisch, es wird hell und eine Stimme ruft: „Zinnsoldat!“ Der Fisch war gefangen und auf dem Markt verkauft worden – der standhafte Zinnsoldat ist wieder im ursprünglichen Zuhause angelangt. Dort wird er jedoch sogleich von einem Knaben grundlos in den Ofen geworfen. Ein Windstoß weht die Tänzerin ebenfalls in den Ofen. Sie verbrennt, während der Zinnsoldat zu einem kleinen herzförmigen Klumpen schmilzt, der am nächsten Tag vom Dienstmädchen im Ofen gefunden wird, zusammen mit der verkohlten Brosche der Tänzerin.

## Kritik
Bernhard Severin Ingemann sah das Märchen als nicht für Kinder  geeignet an. Er verglich den Humor in diesem Märchen mit dem von E. T. A. Hoffmann.
Die deutsche Übersetzung von A. Graf Baudissin aus dem Jahre 1841 deklariert es ausdrücklich mit dem Untertitel „Kein Kindermärchen“.

## Bearbeitungen
- Der deutsche Regisseur Erich Dautert (Produktion: Naturfilm Hubert Schonger) inszeniert das Märchen im Jahr 1940 als 18-minütigen Schauspielfilm mit Sachtrick-Szenen: Darin wird das fehlende Bein mit einer Kriegsverletzung begründet. Zudem besiegt der Zinnsoldat mit Hilfe seiner Kameraden den Kobold und kann mit der Tänzerin zusammen sein. Der NS-Märchenfilm erhielt das NS-Filmprädikat „volksbildend“.[4]
- In Roy E. Disneys Musikfilm Fantasia 2000 (Fortsetzung von Walt Disneys Fantasia) wird das Märchen zum Klavierkonzert Nr. 2 in F-Dur op. 102 von Dmitri Dmitrijewitsch Schostakowitsch nacherzählt bzw. vertont; allerdings wird dort der Schluss verändert: Zinnsoldat und Tänzerin verbrennen nicht im Kaminfeuer, sondern der Bösewicht zieht den Kürzeren.
- Der britische Folksänger Donovan greift die Erzählung in seinem Lied The Little Tin-Soldier auf. Auch hier wird der Schluss verändert: Tänzerin und Soldat springen gemeinsam freiwillig ins Feuer.
- Auch Nena erwähnt die Rinnsteinszene in ihrem Lied Es regnet; dort fährt die Prinzessin allerdings zusammen mit dem Zinnsoldaten im Zeitungspapierschiff.
- Als Bilderbuch aus ungewöhnlicher Frosch-Perspektive präsentiert Jörg Müller die Geschichte des standhaften Zinnsoldaten. Die Geschichte wird in die Gegenwart versetzt, die Prinzessin ist eine Barbie-Puppe, die mit auf die Reise geht. Die Motive Papierschiffchen, Fahrt durch den Kanal mit Begegnung mit der Ratte und der Fisch, der die Reisenden verschluckt, werden aufgegriffen. Doch am Beginn der Reise steht ein Müllsack mit alten Spielsachen; die Reise geht übers Meer bis vor Afrika, wo der Fisch gefangen wird. Die Befreiung aus dem Fischbauch findet in einer Fischfabrik statt, und von dort geht es auf eine riesige Müllhalde. Gefunden werden die zwei Reisenden von einer Müllsammlerin, die sie an ihren Sohn weiterschenkt. Von diesem freudig empfangen, erhalten sie von seinem Vater/Bruder ein Auto aus Müll gebastelt. Dieses kauft samt Insassen ein Tourist, der sie ins ethnologische Museum bringt. Dort stehen sie nach einer aufregenden Reise vereint in der stillen Glasvitrine.
- In dem Musikvideo der Band Heisskalt zu ihrem Lied Gipfelkreuz findet eine Bearbeitung des Märchens in Stop-Motion Animation statt. In dem Film von Alex Schulz und Markus Arnold sind Ofen und Fenster des Märchens allerdings zwei Schatztruhen. In die Truhe, die den Ofen symbolisiert, springen Zinnsoldat und Tänzerin freiwillig, als sie vor dem Kobold flüchten.
- Die Figur Kyros aus der Serie One Piece beruht auf dem Zinnsoldaten. Er ist einbeinig und wurde in einen Spielzeugsoldaten verwandelt.
- Die Handlung des Musikvideos „Instant Crush“ der französischen Musiker Daft Punk wurde von dem Märchen inspiriert.